# Lazarevac
 Ovo je glavno značenje pojma Lazarevac. Za druga značenja pogledajte Lazarevac (razdvojba).
Lazarevac (ćirilično Лазаревац) je naselje i središte istoimene općine u Republici Srbiji. Nalazi se na sjeveru Središnje Srbije i dio je Grada Beograda.

## Stanovništvo
Prema popisu stanovništva iz 2002. godine u naselju živi 23.551 stanovnika.
| Etnički sastav 2002. |            |        |
| Narod                | Stanovnika | %      |
| Srbi                 | 22.518     | 95,61% |
| Crnogorci            | 247        | 1,04%  |
| Romi                 | 124        | 0,52%  |
| Jugoslaveni          | 98         | 0,41%  |
| Makedonci            | 53         | 0,22%  |
| Hrvati               | 38         | 0,16%  |
| Muslimani            | 26         | 0,11%  |
| Slovenci             | 16         | 0,06%  |
| Albanci              | 11         | 0,04%  |
| Slovaci              | 9          | 0,03%  |
| ostali               | 39         | 0,16%  |
| nepoznato            | 143        | 0,60%  |

| broj stanovnika | 3129  | 3511  | 5620  | 7795  | 13354 | 22459 | 23551 |
|                 | 1948. | 1953. | 1961. | 1971. | 1981. | 1991. | 2002. |

### Znamenite ličnosti
- Zoran Jovičić, poznati nogometaš
- Danijel Anđelković, poznati rukometaš
- Dejan Đurđević, nogometni trener
- Stefan Birčević, poznati košarkaš

## Šport
- FK Kolubara Lazarevac

## Vanjske poveznice
- Gradska Općina Lazarevac
- Televizija GEM Lazarevac  Arhivirana inačica izvorne stranice od 8. srpnja 2014. (Wayback Machine)
- PD RB Kolubara Lazarevac  Arhivirana inačica izvorne stranice od 14. srpnja 2014. (Wayback Machine)
- Karte, udaljenosti, vremenska prognoza